# OpenShot
OpenShot Video Editor — вільна (GPLv3) система нелінійного відеомонтажу початкового рівня. Програма написана на мові Python з використанням модуля PyGTK і базується на фреймворку MLT, створеному лідером відомої системи нелінійного монтажу Kino і використовуваному в редакторі Kdenlive. Завдяки залученню бібліотек проєкту FFmpeg, OpenShot підтримує велику кількість всіляких форматів відео, аудіо та зображень (зокрема повністю підтримує SVG).
Редактор відрізняється зручним і інтуїтивно зрозумілим користувацьким інтерфейсом, що дозволяє редагувати відео навіть початківцям, а розміщення різних "доків" можна змінювати. У програмі доступно три теми інтерфейсу: "Космічні Сутінки", "Humanity: Темна" та "Ретро". Програма підтримує чимало візуальних ефектів та аудіоефектів, надає багатодоріжковий монтажний стіл з можливістю переміщення мишею елементів між доріжками, дозволяє масштабувати, обрізати, здійснювати злиття блоків відео, налаштовувати плавне перетікання з одного ролика в інший, накладати напівпрозорі ділянки тощо. В OpenShot є можливість перекодування відео з попереднім переглядом змін на льоту. OpenShot написаний на мовах Python, PyQt5, C++ і пропонує Python API. Основна функціональність OpenShot для редагування відео реалізована в бібліотеці C++, libopenshot. Основний функціонал редагування аудіо базується на бібліотеці JUCE. Огляд TechRadar у жовтні 2020 року дав йому 2 з 5 зірок, припустивши, що програма була стабільною, але "деякі функції не працюють, що робить редагування неприємним".

## Можливості
- Підтримка популярних аудіо/відео/графічних форматів (заснованих на FFmpeg)
- Інтеграція з GNOME (підтримка drag-and-drop)
- Підтримка мультитреків (програвання кількох музичних доріжок за раз)
- Необмежена кількість доріжок або шарів для розміщення зображень, відео, звукових даних, водяних знаків тощо
- Зміна розмірів, обрізка, знімок екрана та різання відео
- Відеопереходи (400 переходів[6]) з попереднім переглядом у реальному часі
- Накладення зображень чи водяних знаків
- Тривимірні анімовані титри
- Підтримка готових шаблонів для створення титрів (40 шаблонів векторних титрів) і субтитрів
- Дружня підтримка SVG для створення і включення титрів та ліцензій
- Прокрутка титрів і ліцензій при перегляді відео
- Суцільний колір (включаючи альфа-канал)
- Підтримка ротоскопіювання/послідовностей зображень
- Drag-and-drop
- Перегляд в обох напрямках (клавіші J, K і L)
- Кодування відео (засноване на FFmpeg)
- Ключовий кадр (плавний перехід з анімацією)
- Цифрове масштабування відео
- Зміна швидкості відтворення відео
- Користувацькі переходи
- Зміна розміру рамки кадру
- Мікшування і редагування аудіо
- Заготовки для степінгу і лей-ауту
- Ken Burns effect (панорамування над зображенням)
- Цифрові відеоефекти, включаючи яскравість, гамма, відтінок, колір, відтінки сірого, хромакей (синій/зелений екран), а також понад 20 інших відеоефектів.

OpenShot надає широкі можливості редагування і компонування, а також був розроблений як інструмент для роботи з відео високої чіткості, включно з HDV і AVCHD.

За наявності останньої версії Blender можна також додавати анімаційні титри.

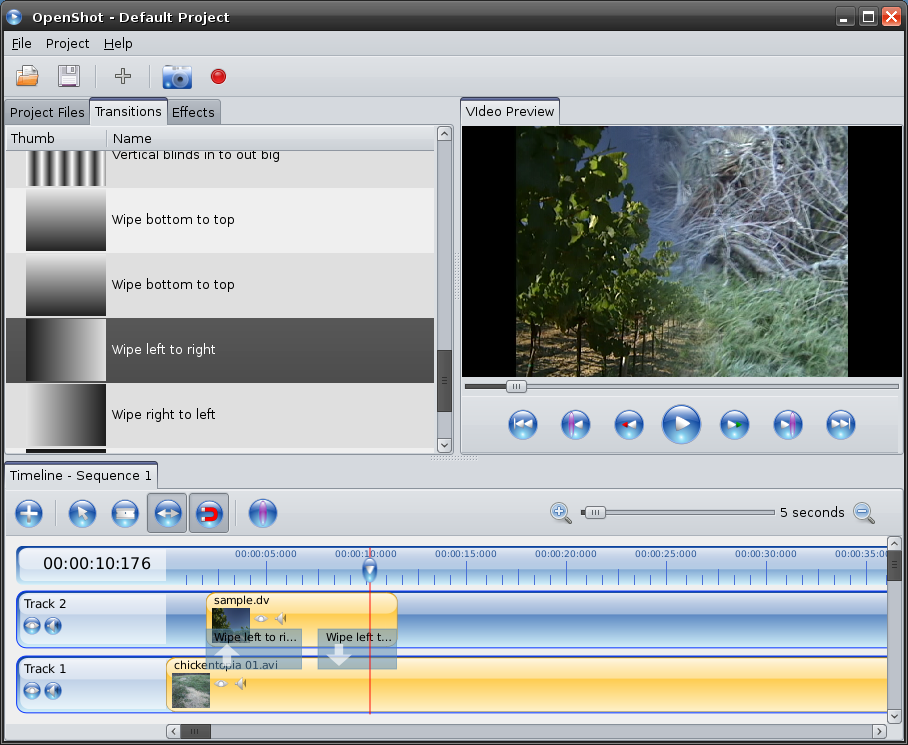
Ефект переходу зліва направо
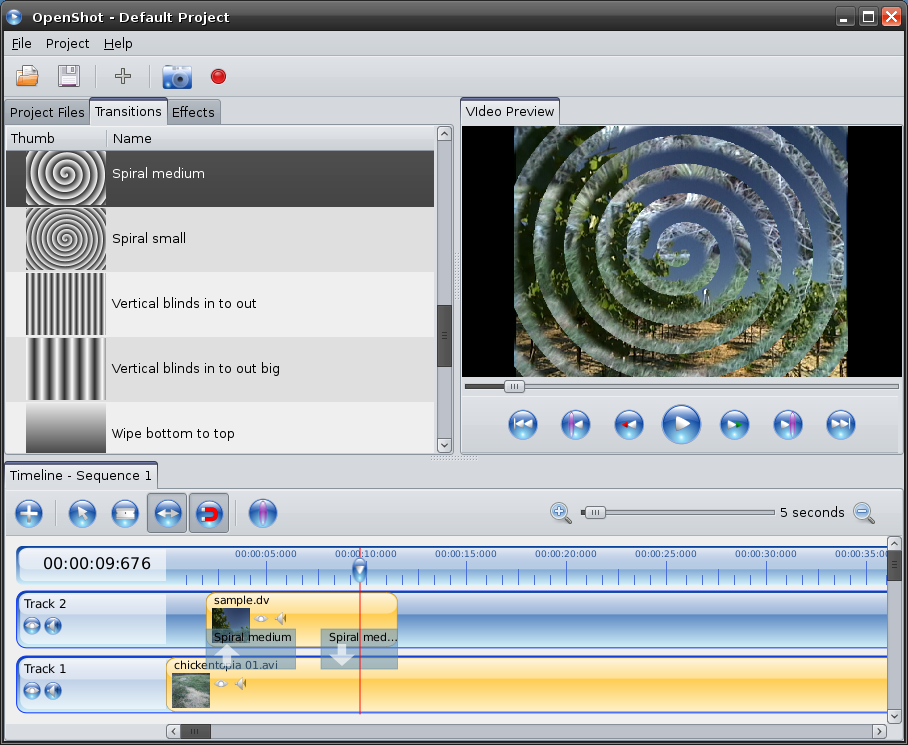
Перехід у вигляді спіралі
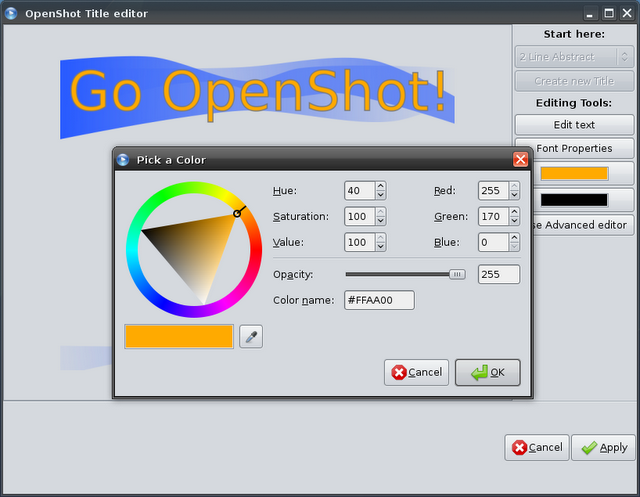
Створення заголовка
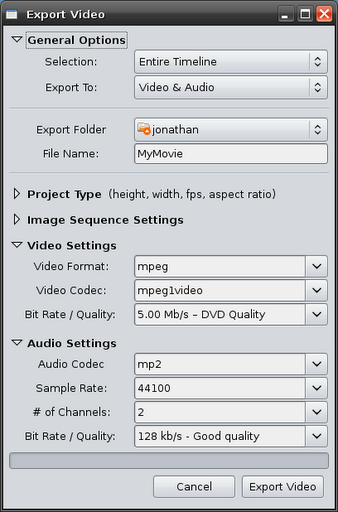
Налаштування експорту відео